# Национальное собрание Республики Беларусь
Национа́льное собра́ние Респу́блики Белару́сь (бел. Нацыянальны сход Рэспублікi Беларусь) — представительный и законодательный орган Республики Беларусь.
Состоит из двух палат — Палаты представителей (нижняя палата) и Совета Республики (верхняя палата).
Состав Палаты представителей — депутатов. Избрание депутатов осуществляется на основе всеобщего, свободного, равного, прямого избирательного права при тайном голосовании. Палата представителей формируется полностью по мажоритарной системе (избранным считается кандидат, получивший большинство голосов избирателей по избирательному округу, где он баллотируется).
Совет Республики является палатой территориального представительства. От каждой области и города Минска избираются на заседаниях депутатов местных Советов по восемь членов Совета Республики. В дополнение к ним восемь членов Совета Республики назначаются президентом Беларуси. Таким образом, Совет Республики — это региональный представительный орган, состоящий из 64 членов.

## История
Согласно Конституции от 15 марта 1994 года высшим представительным постоянно действующим и единственным законодательным органом государственной власти в стране являлся Верховный Совет Республики Беларусь. Он состоял из 260 депутатов, которые избирались сроком на 5 лет.
24 ноября 1996 года состоялся республиканский референдум по внесению изменений и дополнений в Конституцию Беларуси, которые предусматривали создание двухпалатного парламента — Национального собрания Беларуси, состоящего из Совета Республики и Палаты представителей.
В результате внесения в Конституцию Беларуси изменений парламент приобрёл более свойственное ему название, означающее окончательный отказ от советской модели высшего органа государственной власти, и более совершенную структуру, которая соответствует устоявшимся стандартам парламентаризма. Представительный и законодательный орган Республики Беларусь по Конституции в редакции 1996 г. называется Парламентом — Национальным собранием Республики Беларусь. Он состоит из двух палат — Палаты представителей и Совета Республики (статья 90). В Конституции закреплён принцип самоорганизации палат Национального собрания. Каждая палата самостоятельно устанавливает свой порядок работы в принимаемом ею регламенте (статья 105). Палаты Национального собрания заседают раздельно, за исключением установленных случаев проведения совместных заседаний. Общий орган палат отсутствует. Единственным временным совместным органом двух палат может быть согласительная комиссия, формируемая ими на паритетной основе для преодоления разногласий между палатами по законопроекту, отклоненному Советом Республики (часть четвёртая статьи 100).
Депутаты Палаты представителей и члены Совета Республики пользуются неприкосновенностью при выражении своих мнений и осуществлении своих полномочий. Это не относится к обвинению их в клевете и оскорблении.
До 1 января 2014 года в стране существовал Высший Хозяйственный Суд. В соответствии со статьёй 98 Конституции Республики Беларусь 1994 года Совет Республики давал согласие на назначение Президентом председателя и судей Высшего Хозяйственного Суда.

## Выборы
В Беларуси парламент избирается сроком на 5 лет.
Выборы нового состава палат Парламента назначаются не позднее трёх месяцев до единого дня голосования.
Внеочередные выборы палат Парламента проводятся в течение трёх месяцев со дня досрочного прекращения полномочий палат Парламента.

## Критерии для выдвижения кандидатур
Депутатом Палаты представителей может быть гражданин Беларуси, достигший 21 года.
Членом Совета Республики может быть гражданин Беларуси, достигший 30 лет и проживший на территории соответствующей области, города Минска не менее пяти лет.
Депутаты Палаты представителей осуществляют свои полномочия в Парламенте на профессиональной основе.
Одно и то же лицо не может одновременно являться членом двух палат Парламента. Депутат Палаты представителей не может быть членом Правительства, депутатом местного Совета депутатов. Член Совета Республики не может быть одновременно членом Правительства. Не допускается совмещение обязанностей депутата Палаты представителей, члена Совета Республики с одновременным занятием должности Президента либо судьи.

## Сроки полномочий
Срок полномочий Парламента — 5 лет, если иное не предусмотрено Конституцией. Полномочия Парламента могут быть продлены на основании закона только в случае войны.
В случаях и в порядке, предусмотренных Конституцией, полномочия Палаты представителей или Совета Республики могут быть прекращены досрочно. С прекращением полномочий Палаты представителей или Совета Республики по решению Президента могут быть также прекращены полномочия соответственно Совета Республики или Палаты представителей.
Полномочия Палаты представителей могут быть досрочно прекращены при отказе в доверии Правительству, выражении вотума недоверия Правительству либо двукратном отказе в даче предварительного согласия на назначение Премьер-министра.
Полномочия Палаты представителей либо Совета Республики могут быть также досрочно прекращены на основании заключения Конституционного Суда в случае систематического или грубого нарушения палатами Парламента Конституции.
Решения по этим вопросам Президент принимает не позднее чем в двухмесячный срок после официальных консультаций с председателями палат.
Палаты не могут быть распущены в период чрезвычайного или военного положения, в последние шесть месяцев полномочий Президента, в период решения палатами вопроса о досрочном освобождении Президента от должности или в период решения Всебелорусским народным собранием вопроса о смещении Президента с должности.
Не допускается роспуск палат в течение года со дня их первых заседаний и в последний год полномочий Парламента.
В случае роспуска палат Представителей вновь избранный состав соответствующей палаты осуществляет свои полномочия до начала полномочий Парламента, избранного в единый день голосования.

## Сессии
Первая после выборов сессия палат Парламента созывается Центральной избирательной комиссией и начинает свою работу не позднее чем через 30 дней после выборов. Отсчёт тридцатидневного срока для созыва и начала работы первой сессии Палаты представителей осуществляется со дня выборов. Отсчёт тридцатидневного срока для созыва и начала работы первой сессии Совета Республики осуществляется со дня первого заседания депутатов местных Советов депутатов базового уровня по выборам членов Совета Республики от области или города Минска.
Палаты собираются на сессию, которая открывается в третий вторник сентября и закрывается в последний рабочий день июня следующего года.
Палата представителей, Совет Республики в случае особой необходимости созываются на внеочередную сессию председателями палат по инициативе Президента или большинства депутатов Палаты представителей и членов Совета Республики от полного состава каждой из палат по повестке дня и в срок, определённые инициатором.

## Структура
Палата представителей избирает из своего состава Председателя Палаты представителей и его заместителей.
Совет Республики избирает из своего состава Председателя Совета Республики и его заместителей.
Председатели Палаты представителей и Совета Республики, их заместители ведут заседания и ведают внутренним распорядком палат.
Палата представителей и Совет Республики из своего состава избирают постоянные комиссии и иные органы для ведения законопроектной работы, предварительного рассмотрения и подготовки вопросов, относящихся к ведению палат.

## Полномочия Палаты представителей
Палата представителей:
1) рассматривает по предложению Президента, Всебелорусского народного собрания, не менее одной трети от полного состава каждой из палат Парламента либо по инициативе не менее 150 тысяч граждан Республики Беларусь, обладающих избирательным правом, проекты законов о внесении изменений и дополнений в Конституцию;
2) рассматривает проекты законов о ратификации и денонсации международных договоров; об основном содержании и принципах осуществления прав, свобод и обязанностей граждан; о гражданстве, статусе иностранцев и лиц без гражданства; о правах национальных меньшинств; об установлении республиканских налогов и сборов; о принципах осуществления отношений собственности; об основах социальной защиты; о принципах регулирования труда и занятости; о браке, семье, детстве, материнстве, отцовстве, воспитании, образовании, культуре и здравоохранении; об охране окружающей среды и рациональном использовании природных ресурсов; об определении порядка решения вопросов административно-территориального устройства государства; о местном самоуправлении; о судоустройстве, судопроизводстве и статусе судей; об уголовной ответственности; об амнистии; об объявлении войны и о заключении мира; о правовых режимах чрезвычайного и военного положений; об установлении государственных наград; о толковании законов; проекты иных законов;
3) рассматривает проекты законов о республиканском бюджете и об утверждении отчета о его исполнении. Проекты законов о республиканском бюджете и об утверждении отчета о его исполнении вносятся в Палату представителей Правительством по согласованию с Президентом;
4) назначает выборы Президента;
5) даёт предварительное согласие Президенту на назначение на должность Премьер-министра;
6) заслушивает доклад Премьер-министра о программе деятельности Правительства и одобряет или отклоняет программу; повторное отклонение палатой программы означает выражение вотума недоверия Правительству;
7) ежегодно заслушивает информацию Генерального прокурора, Председателя Комитета государственного контроля и Председателя Правления Национального банка о результатах их деятельности;
8) рассматривает по инициативе Премьер-министра вопрос о доверии Правительству;
9) по инициативе не менее одной трети от полного состава Палаты представителей выражает вотум недоверия Правительству; вопрос об ответственности Правительства не может быть поставлен в течение года после одобрения программы его деятельности;
10) принимает отставку Президента;
11) отменяет распоряжения Председателя Палаты представителей.
Палата представителей может принимать решения по другим вопросам, если это предусмотрено Конституцией.

## Полномочия Совета Республики
Совет Республики:
1) одобряет или отклоняет принятые Палатой представителей проекты законов о внесении изменений и дополнений в Конституцию; проекты иных законов;
2) даёт предварительное согласие Президенту на назначение на должность и освобождение от должности Генерального прокурора, Председателя Комитета государственного контроля, Председателя и членов Правления Национального банка;
3) ежегодно заслушивает информацию Генерального прокурора, Председателя Комитета государственного контроля и Председателя Правления Национального банка о результатах их деятельности;
4) анализирует деятельность местных Советов депутатов, принимает меры по развитию местного самоуправления; отменяет решения местных Советов депутатов, не соответствующие законодательству;
5) принимает решение о роспуске местного Совета депутатов в случае систематического или грубого нарушения им требований законодательства и в иных случаях, предусмотренных законом;
6) рассматривает указы Президента о введении чрезвычайного положения, военного положения, полной или частичной мобилизации и не позднее чем в трёхдневный срок после их внесения принимает соответствующее решение.
Совет Республики может принимать решения по другим вопросам, если это предусмотрено Конституцией.

## Законотворческая деятельность
Право законодательной инициативы принадлежит Президенту, Всебелорусскому народному собранию, депутатам Палаты представителей, Совету Республики, Правительству, а также гражданам, обладающим избирательным правом, в количестве не менее 50 тысяч человек и реализуется в Палате представителей.
Законопроекты, следствием принятия которых может быть сокращение государственных средств, создание или увеличение расходов, вносятся в Палату представителей при наличии заключения Правительства.
Президент либо по его поручению Правительство имеют право вносить предложения в Палату представителей и Совет Республики об объявлении рассмотрения проекта закона срочным. Палата представителей и Совет Республики в этом случае должны рассмотреть данный проект в течение десяти дней со дня внесения на их рассмотрение.
По требованию Президента либо, с его согласия, Правительства Палата представителей, Совет Республики на своих заседаниях принимают решения, голосуя в целом за весь внесённый Президентом или Правительством проект или его часть, сохранив лишь те поправки, которые предложены или приняты Президентом либо Правительством.
Любой законопроект, если иное не предусмотрено Конституцией, вначале рассматривается в Палате представителей, а затем в Совете Республики.
Законопроект, за исключением случаев, предусмотренных Конституцией, становится законом после принятия Палатой представителей и одобрения Советом Республики большинством голосов от полного состава каждой палаты.
Закон о республиканском бюджете на очередной финансовый год принимается до начала финансового года. В случае непринятия закона о республиканском бюджете в указанный срок осуществляется временное управление республиканским бюджетом.
Принятые Палатой представителей законопроекты в течение пяти дней передаются на рассмотрение в Совет Республики, где могут рассматриваться не более двадцати дней, если иное не предусмотрено Конституцией.
Закон считается одобренным Советом Республики, если за него проголосовало большинство от полного состава Совета Республики, либо если в течение двадцати дней, а при объявлении законопроекта срочным – десяти дней со дня внесения он не был рассмотрен Советом Республики. В случае отклонения законопроекта Советом Республики палаты могут создать согласительную комиссию, формируемую на паритетной основе, для преодоления возникших разногласий. Текст законопроекта, выработанный согласительной комиссией, представляется на одобрение обеих палат.
Если согласительной комиссией не принят согласованный текст законопроекта, Президент либо по его поручению Правительство могут потребовать, чтобы Палата представителей приняла окончательное решение. Закон считается принятым Палатой представителей при условии, что за него проголосовало не менее двух третей от полного состава Палаты представителей.
Закон, принятый Палатой представителей и одобренный Советом Республики либо принятый Палатой представителей в порядке, предусмотренном настоящей статьёй, представляется в десятидневный срок Президенту на подпись. Если Президент согласен с текстом закона, он в двухнедельный срок подписывает закон.
Если Президент в течение указанного срока обратится в Конституционный Суд с предложением о проверке конституционности закона, срок для подписания такого закона приостанавливается на время рассмотрения предложения Конституционным Судом. Заключение Конституционного Суда должно быть принято не позднее десяти дней со дня внесения Президентом соответствующего предложения. Если Конституционный Суд подтвердит конституционность закона, Президент подписывает его в пятидневный срок со дня принятия Конституционным Судом соответствующего заключения. В случае признания Конституционным Судом закона не соответствующим Конституции Президент возвращает его в Палату представителей.
Если Президент не возвращает какой-либо закон на протяжении двух недель после того, как он был представлен Президенту, а в случае принятия Конституционным Судом заключения о конституционности закона – пяти дней со дня принятия соответствующего заключения, закон считается подписанным. Закон не считается подписанным и не вступает в силу, если он не мог быть возвращен в Парламент в связи с окончанием сессии.
При несогласии с текстом закона Президент возвращает его со своими возражениями в Палату представителей, которая должна рассмотреть закон с возражениями Президента не позднее тридцати дней. Если закон будет принят Палатой представителей большинством не менее двух третей голосов от полного состава, он вместе с возражениями Президента в пятидневный срок направляется в Совет Республики, который также должен рассмотреть его повторно не позднее двадцати дней. Закон считается принятым, если он одобрен большинством не менее двух третей голосов от полного состава Совета Республики. Закон после преодоления Палатой представителей и Советом Республики возражений Президента подписывается Президентом в пятидневный срок. Закон вступает в силу и в том случае, если он не будет подписан Президентом в этот срок.
В таком же порядке палатами рассматриваются возражения Президента на отдельные положения закона, которые возвращаются для повторного голосования. В этом случае до вынесения соответствующего решения Палатой представителей и Советом Республики закон подписывается Президентом и вступает в силу, за исключением тех положений, относительно которых имеются возражения Президента.

## Неприкосновенность
Депутаты Палаты представителей и члены Совета Республики пользуются неприкосновенностью при выражении своих мнений и осуществлении своих полномочий. Это не относится к обвинению их в клевете и оскорблении.
В течение срока своих полномочий депутаты Палаты представителей и члены Совета Республики могут быть арестованы, иным образом лишены личной свободы лишь с предварительного согласия соответствующей палаты, за исключением совершения государственной измены или иного тяжкого преступления, а также задержания на месте совершения преступления.
Уголовное дело в отношении депутата Палаты представителей или члена Совета Республики рассматривается Верховным Судом.

## Заседания палат
Заседания палат являются открытыми. Палаты, если этого требуют интересы государства, могут принять решение о проведении закрытого заседания большинством голосов от их полного состава. Во время заседаний, в том числе и закрытых, Президент, его представители, Премьер-министр и члены Правительства могут выступать вне очереди записавшихся для выступления столько раз, сколько они этого потребуют.
Палаты могут собираться совместно для заслушивания ежегодной информации Генерального прокурора, Председателя Комитета государственного контроля и Председателя Правления Национального банка о результатах их деятельности, а также для решения иных вопросов, входящих в компетенцию Парламента.
Одно заседание в месяц резервируется для вопросов депутатов Палаты представителей и членов Совета Республики и ответов Правительства.
Депутат Палаты представителей, член Совета Республики вправе обратиться с запросом к Премьер-министру, членам Правительства, руководителям государственных органов. Запрос должен быть включен в повестку дня палаты. Ответ на запрос надлежит дать в течение двадцати сессионных дней в порядке, установленном палатой Парламента.
Заседание палаты считается правомочным при условии, что в нем участвует большинство депутатов Палаты представителей или членов Совета Республики от полного состава палаты.

## Голосования
Голосование в Палате представителей и Совете Республики открытое и осуществляется лично депутатом, членом Совета Республики путем подачи голоса «за» или «против». Тайное голосование проводится только при решении кадровых вопросов.

## Решения
Решения Палаты представителей принимаются в форме законов и постановлений. Постановления Палаты представителей принимаются по вопросам распорядительного и контрольного характера.
Решения Совета Республики принимаются в форме постановлений.
Решения палат считаются принятыми при условии, что за них проголосовало большинство от полного состава палат, если иное не предусмотрено Конституцией.
Законы подлежат немедленному официальному опубликованию после их подписания и вступают в силу через десять дней после опубликования, если в самом законе не установлен иной срок.
Закон не имеет обратной силы, за исключением случаев, когда он смягчает или отменяет ответственность граждан.
Порядок деятельности Палаты представителей, Совета Республики, их органов, депутатов Палаты представителей и членов Совета Республики определяется законом и регламентами палат, которые подписываются председателями палат.

## Руководство

### Совет Республики
Председатели Совета Республики:
- Шипук Павел Владимирович (13 января 1997 г. — 19 декабря 2000 г.)
- Войтович Александр Павлович (19 декабря 2000 г. — 25 июля 2003 г.)
- Новицкий Геннадий Васильевич (28 июля 2003 г. — 31 октября 2008 г.)
- Батура Борис Васильевич (31 октября 2008 г. — 24 мая 2010 г.)
- Рубинов Анатолий Николаевич (24 мая 2010 г. — 16 января 2015 г.)
- Мясникович Михаил Владимирович (16 января 2015 г. — 6 декабря 2019 г.)
- Кочанова Наталья Ивановна (6 декабря 2019 г. — настоящее время)

Заместители председателя Совета Республики:
- Дудко Тамара Николаевна (13 января 1997 г. — 2 января 1999 г.)
- Матусевич Михаил Васильевич (2 апреля 1999 г. — 19 декабря 2000 г.)
- Авласевич Михаил Александрович (19 декабря 2000 г. — 15 ноября 2004 г.)
- Абрамович Александр Михайлович (15 ноября 2004 г. — 31 октября 2008 г.)
- Рубинов Анатолий Николаевич (31 октября 2008 г. — 24 мая 2010 г.)
- Крупец Леонид Федорович (24 мая 2010 г. — 17 июня 2011 г.)
- Потупчик Владимир Николаевич (17 июня 2011 г. — 19 октября 2012 г.)
- Русецкий Анатолий Максимович (19 октября 2012 г. — 12 октября 2016 г.)
- Щёткина Марианна Акиндиновна (12 октября 2016 г. — 5 декабря 2019 г.)
- Исаченко Анатолий Михайлович (6 декабря 2019 г. — 13 декабря 2021 г.)
- Заяц Леонид Константинович (17 декабря 2021 г. — 12 апреля 2024 г.)
- Хоменко Сергей Николаевич (12 апреля 2024 г. — настоящее время)

### Палата представителей
Председатели Палаты представителей:
- Малофеев Анатолий Александрович (28 ноября 1996 г. — 21 ноября 2000 г.)
- Попов Вадим Александрович (21 ноября 2000 г. — 16 ноября 2004 г.; 2 октября 2007 г. — 27 октября 2008 г.)
- Коноплев Владимир Николаевич (16 ноября 2004 г. — 2 октября 2007 г.)
- Андрейченко Владимир Павлович (27 октября 2008 г. — 22 марта 2024 г.)
- Сергеенко Игорь Петрович (22 марта 2024 г. — настоящее время)

Заместители председателя Палаты представителей:
- Коноплев Владимир Николаевич (28 ноября 1996 г. — 16 ноября 2004 г.)
- Заболотец Сергей Макарович (16 ноября 2004 г. — 27 октября 2008 г.)
- Иванов Валерий Николаевич (27 октября 2008 г. — 4 июня 2010 г.)
- Гуминский Виктор Александрович (4 июня 2010 г. — 10 октября 2016 г.)[3]
- Пирштук Болеслав Казимирович (11 октября 2016 г. — 5 декабря 2019 г.)
- Мицкевич Валерий Вацлавович (6 декабря 2019 г. — 21 марта 2024 г.)
- Ипатов Вадим Дмитриевич (22 марта 2024 г. — настоящее время)

## Критика
В ходе протестов в Беларуси в 2020 и 2021 годах более 50 000 человек вошли в инициативные группы по отзыву депутатов Палаты Представителей. Несмотря на многочисленные жалобы граждан и нарушения со стороны государственных органов ни один депутат не был отозван. При этом в Палате Представителей находились люди, которые вызывали негативную реакцию общественности и оппозиции своими высказываниями, действиями, законопроектами, непопулярными инициативами, нарушением прав и свобод граждан, коррупцией, пропагандой и ложью.
- Владимир Андрейченко - председатель Палаты представителей, был одним из инициаторов и подписантов изменений в Конституцию Республики Беларусь в 2020 году, которые расширили полномочия президента и ослабили роль парламента. Он также поддерживал принятие законов, ограничивающих права и свободы граждан, таких как закон об амнистии в связи с Днем народного единства, закон об изменении законов по вопросам деятельности политических партий и других общественных объединений, закон об изменении Избирательного кодекса Республики Беларусь.
- Наталья Кочанова - председатель Совета Республики, была заместителем президента Республики Беларусь с 2019 по 2020 год и участвовала в подавлении мирных протестов против фальсификации результатов президентских выборов 2020 года. Она также была одним из инициаторов и подписантов изменений в Конституцию Республики Беларусь в 2020 году.
- Анатолий Маркевич - депутат Палаты представителей, был критикован за свои высказывания в поддержку аннексии Крыма Россией и за участие в репрессиях против культурных деятелей.
- Геннадий Давыдько - депутат Палаты представителей, является одним из авторов законопроекта, позволяющего признавать журналиста участником незаконной акции. Он также высказывался в поддержку смертной казни. Отрицательно относился к протестам в 2020 году. Он заявлял, что протестующие нарушают общественный порядок и законодательство, а также подвергают опасности жизнь и здоровье других людей. Поддерживал поправки в закон о массовых мероприятиях, которые ужесточают требования к организации и проведению массовых мероприятий, а также запрещают освещение в СМИ несанкционированных акций протеста.
- Олег Гайдукевич - депутат Палаты представителей, поддерживал действия силовиков и обвинял оппозицию в попытках развязать гражданскую войну. Создал "народно-патриотическое движение" в поддержку Лукашенко и суверенитета Беларуси. Утверждал, что Тихановская не победила на выборах и что только Лукашенко способен сохранить страну и осуществить реформы[5].